# Ilhas de Barlavento

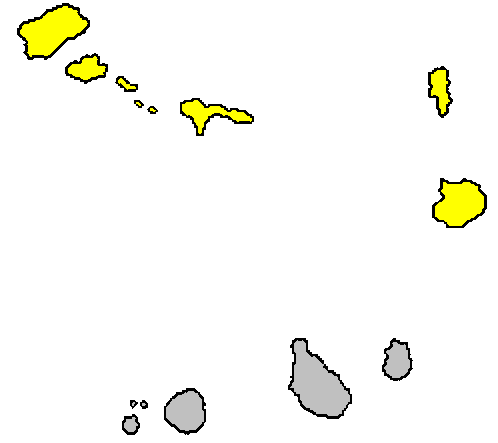
Ilhas de Barlavento (em amarelo)

Barlavento é um grupo de ilhas do arquipélago de Cabo Verde integrando (de oeste para leste): Santo Antão, São Vicente, Santa Luzia (desabitada), São Nicolau, Sal e Boa Vista.
Pertencem ainda ao grupo do Barlavento os ilhéus desabitados de Branco e Razo, situados entre Santa Luzia e São Nicolau; o ilhéu dos Pássaros, em  frente à cidade do Mindelo, na ilha de São Vicente; os ilhéus Rabo de Junco, na costa da ilha do Sal e os ilhéus de Sal Rei e do Baluarte, na costa da ilha da Boa Vista.
As restantes ilhas de Cabo Verde fazem parte do Sotavento.